# 稀人
稀人（日语：／），或稱客人，於日本民族學者折口信夫的理論中，指從異鄉來訪的神明。被認為要是受到充分款待後會欣然離去。

## 概要
民俗学者柳田国男学生折口信夫，於1929《民俗》第四卷第二號上所刊的〈国文学の発生〉提出稀人理論。